# Criocoris sulcicornis
Criocoris sulcicornis is een wants uit de familie van de blindwantsen (Miridae). De soort werd het eerst wetenschappelijk beschreven door Carl Ludwig Kirschbaum in 1856.

## Uiterlijk
De doffe, zwarte wants heeft altijd volledige vleugels en kan 2,5 tot 3,5 mm lang worden. De dijen van de pootjes zijn grotendeels zwart gekleurd met aan het uiteinde een geel gedeelte. De schenen zijn geel. Het lichaam van de vrouwtjes is ovaal van vorm en de mannetjes zijn langwerpiger. De voorvleugels zijn volledige zwart met glanzende gele haartjes. Het doorzichtige deel van de voorvleugels is ook donker met donkerbruine aders. Van de gele of bruinrode antennes is het begin van het eerste segment soms donkerder.

## Leefwijze
De wants leeft op geel walstro (Galium verum) waar ook de eitjes op worden gelegd. De eitjes komen na de winter uit. Het duurt tot juli tot de wantsen volgroeid zijn en ze kunnen dan tot in augustus gevonden worden in warme droge gebieden. Er is een enkele generatie in een jaar.

## Leefgebied
De wants komt voor in Zuid-Europa tot aan het Midden-Oosten en de Kaukasus. De laatste waarneming in Nederland stamt uit 1967 en de wants is dus ook zeer zeldzaam in Nederland.